# J-5 (web-série)
 (juin 2016).
 (juin 2016).
Si vous disposez d'ouvrages ou d'articles de référence ou si vous connaissez des sites web de qualité traitant du thème abordé ici, merci de compléter l'article en donnant les références utiles à sa vérifiabilité et en les liant à la section « Notes et références ».
Pour les articles homonymes, voir J-5.
J-5 est une websérie en huit épisodes, produite en 2015 et 2016 et diffusée d'avril à juin 2016 sur la chaîne de télévision Nolife ainsi que sur Youtube.
Créée par Emmanuel Ménard et Guillaume Ribes, cette série présente la particularité d'être une série collaborative ; en effet, elle est composée de cinq histoires (cinq segments) que la série suit en parallèle, et qui ont été écrites et réalisées par des équipes différentes.
Le pitch de la série repose sur l'imminence de la fin du monde, annoncée pour dans 5 jours et inéluctable ; dès lors, on s'intéresse à cinq personnages ou groupes de personnages durant ces 5 derniers jours : comment réagissent-ils à cette annonce (incrédulité, résignation, combattivité...) et que vont-ils faire de leurs derniers jours (tenter de fuir, régler des comptes, concrétiser un vieux rêve, changer de vie...)

## Synopsis
Le lundi 8 juin 2015, le président français, à l'instar de ses homologues à travers le monde, annonce à la Nation qu'un astéroïde, baptisé Homokora, se dirige vers la Terre ; une mission spatiale a tenté de le détruire mais a échoué, et la collision est désormais inévitable. Cinq jours plus tard, le samedi 13 juin dans l'après-midi, Homokora percutera la Terre et les conséquences seront fatales à l'humanité. Selon les termes du président lui-même : « Qu'il appartienne à chacun de vivre comme il l'entend les 5 derniers jours de l'humanité ».
La nouvelle est reçue différemment par les protagonistes de cinq histoires ou segments : 142, Gary, Coralie, Le Dernier Roman, The Danger Zone.

### 142
Gaël, un père au foyer très ordinaire d'apparence, disparaît de chez lui à cette annonce, abandonnant sa femme Cathy et sa fille Audrey. En fait, il va retrouver Charles, un ami perdu de vue depuis longtemps (depuis l'époque de l'institut), qu'il presse de retrouver le vaisseau afin de repartir. A la faveur des confidences de Cathy à sa fille, on apprend que Gaël et Charles ont fait un séjour en asile psychiatrique, car ils étaient persuadés d'être des aliens arrivés sur Terre en vaisseau spatial ; un vaisseau avec lequel Gaël a bien l'intention de sauver sa femme et sa fille... Mais les deux hommes sont-ils véritablement des extra-terrestres ou sont-ils encore prisonniers de leur délire ? Cathy et Audrey pourront-elles être sauvées de la fin du monde ?

### Gary
Gary est un tueur à gages sans états d'âme ; efficace, dévoué à son employeuse, l'impitoyable Hel, il accomplit ses contrats sans coup férir et sans se poser de questions. Cela lui attire l'animosité de Vincent, tueur vieillissant que Gary a supplanté auprès de Hel.
Alors qu'il s'apprête à accomplir son nouveau contrat, éliminer une avocate menaçant les intérêts d'un groupe pharmaceutique aux méthodes discutables, Gary apprend l'imminence de la fin du monde. Il renonce à supprimer sa cible, qu'il se met à suivre et pour laquelle il prend fait et cause, allant jusqu'à tuer lui-même l'industriel que l'avocate voulait attaquer en justice. Une attitude que, malgré l'approche de l'Apocalypse, Hel n'est pas prête à accepter... Vincent hérite du contrat, avec en bonus la mission d'éliminer également un Gary devenu indésirable.

### Coralie
La vie de Philippe a basculé il y a quatre ans, quand sa fillette Coralie a disparu. Kidnappée, assassinée ? Nul ne le sait. Le couple de Philippe n'a pas résisté au drame et sa femme l'a quitté ; Philippe, lui, reste persuadé que son voisin, Moreau, a enlevé et tué sa fille, même si la police n'a jamais rien pu prouver.
Mais ce jour-là, il a décidé d'en avoir le cœur net. Il a séquestré Moreau dans sa cave, attaché et bâillonné, et a bien l'intention de lui faire avouer la vérité. L'annonce de la fin du monde rend plus aiguë encore l'urgence de savoir la vérité. Pas question de mourir sans savoir ce qui est arrivé à Coralie. Coûte que coûte...

### Le Dernier Roman
Léonard Cousin est un obsédé. Obsédé de ce roman sur lequel il travaille depuis douze ans, obsédé au point d'en avoir négligé sa femme et de ne pas même s'apercevoir qu'elle est sur le point de le quitter... Mais aujourd'hui est un grand jour, car il va enfin, après la dizaine de pages qu'il lui reste, pouvoir écrire le mot FIN et faire publier ce qui est l'œuvre de sa vie. Manque de chance, alors que l'imprimante débite méthodiquement les pages du roman, Léo apprend que le monde n'a plus que cinq jours à vivre. Passés l'incrédulité et le désespoir, et l'incompréhension devant le départ de sa femme qui entend passer ses derniers jours avec l'homme qu'elle aime, Léo décide de ne pas mourir sans concrétiser son rêve : rencontrer l'homme qui lui donné l'envie d'écrire, l'auteur qu'il a toujours admiré et inspiré, le grand de la science-fiction française, Richard Colin ; et peut-être même lui faire lire son roman... Mais pas sûr que Colin l'entende de cette oreille...

### The Danger Zone
Plus proches des Marx Brothers que de Mulder et Scully, Frank Martin et Delphine Simon sont deux enquêteurs de l'occulte, à l'affût des phénomènes inexplicables, des complots de sociétés secrètes et des conspirations gouvernementales qu'ils entendent bien dénoncer. C'est alors qu'ils sont à Chatelard, petit village suspect car trop tranquille, que nos deux bras-cassés apprennent que la fin du monde est pour samedi prochain.
Ni une ni deux, comprenant que cette annonce ne peut être qu'une intox et une manipulation des gouvernements pour faire disparaître les preuves de manœuvres frauduleuses, Frank et Delphine vont tout faire pour faire éclater la vérité, s'assurant pour cela l'aide de Maurice, leur contact local, dont les armes principales sont un casque en aluminium pour bloquer les ondes nocives et l'aide d'une mystérieuse Sylvie qui semble en savoir beaucoup...

## Fiches techniques
- Showrunners[Quoi ?] : Emmanuel Ménard et Guillaume Ribes
- Musique : Aurélien Montero
- Graphisme et design : Antonin d'Amato (habillages TV), Paul Cavadore (conception Homokora), Thomas Gauci (génériques)

### 142
- Scénario et réalisation : Guillaume Ribes
- Assistants réalisateurs : Lucie Meynadier, Anthony Beauvois
- Cadreurs : Xander Michalak, Keven Akyurek
- Chef opérateur : Mathilde Blesch
- Ingénieur du son : Xavier Flamant
- Maquilleuse : Roxane Bessent
- Scripte : Roxane Bessent
- Montage et étalonnage : Guillaume Ribes
- Mixage : Xavier Flamant
- Effets spéciaux : Thomas Arsène, Paul Cavadore

### Gary
- Scénario : Emmanuel Ménard
- Réalisation et mise en scène : Xander Michalak, Emmanuel Ménard
- Assistants réalisateurs : Soraya Archimbaud, Anthony Beauvois, Nicolas Harlet
- Cadreurs : Mathilde Blesch, Keven Akyurek, Anthony Beauvois
- Chef opérateur : Mathilde Blesch
- Ingénieur du son : Xavier Flamant
- Maquilleuse : Roxane Bessent
- Scripte : Roxane Bessent
- Montage : Emmanuel Jégo
- Étalonnage : Xander Michalak
- Mixage : Antonin Zivy
- Conseil décors et costumes : Emmanuelle Monteil
- Graphiste : Manuel Vazquez

### Coralie
- Scénario : Guillaume Ribes
- Réalisation : Anthony Beauvois
- Assistants réalisateurs : Flavien Appavou, Soraya Archimbaud, Timothée Loridon
- Cadreurs : Xander Michalak, Flavien Appavou, Mathilde Blesch, Anthony Beauvois
- Chef opérateur : Mathilde Blesch
- Ingénieur du son : Xavier Flamant
- Maquilleuse : Roxane Bessent, Éloïse Graffin
- Scripte : Roxane Bessent
- Costumes et accessoires : Marine Garret
- Régie : Marine Garret
- Montage et étalonnage : Anthony Beauvois
- Mixage : Malcolm Berthou

### Le Dernier Roman
- Scénario et réalisation : Matthieu Morandeau
- Image : Jean-Marc Rettig, Gabriel Quirant
- Ingénieur du son : David Choleau
- Maquilleur : David Désir
- Scripte : Margaux Ramade
- Régie : Charles Sire, Clémence Besset, Ferdinand Lu
- Montage et mixage : David Choleau
- Étalonnage : Vincent Vandries
- Effets spéciaux : Thomas Fage
- Graphiste : Stéphanie Tambone (couvertures romans de Richard Colin)

### The Danger Zone
- Scénario et dialogues : Yann Prolhac, Sandrine Laurent
- Réalisation et mise en scène : Vincent Chalnot, Charline Bataillard
- Assistante réalisateur : Rozenn Leblanc
- Chef opérateur : Vincent Chalnot
- Ingénieur du son : Anthony Walter
- Scripte : Aurélie Saillard
- Accessoires : Carl Schoepperlé, Antoine Rossi
- Régie : Janna Koroid, Nicole Ly, Arthur Chevtchouk, Antoine Rossi, Carl Schoepperlé
- Montage : Emilie Capodici
- Étalonnage : Vincent Chalnot
- Mixage : Anthony Walter
- Effets spéciaux : Émilie Capodici

### Annonce présidentielle
- Dialogue : Emmanuel Ménard
- Réalisation : Valentine Coutolleau
- Chef opérateur : Valentine Coutolleau
- Ingénieur du son : Simon Assathiany
- Maquilleuse : Roxane Bessent
- Montage : Antonin d'Amato
- Étalonnage : Xander Michalak

## Casting

### 142
- Gaël : Emmanuel Ménard
- Charles : Frédéric Hosteing
- Cathy : Béatrice Clément
- Audrey : Laure Weise
- L'infirmier : Anthony Beauvois

### Gary
- Gary : Gwendal Audrain
- Béa : Nadia Bertrand
- Hel : Françoise Rey
- Vincent : Marc Nadel
- Le PDG de Formitex : Laurent Petitguillaume
- L'agent immobilier : Matthieu Morandeau
- M. Gaubert : Anthony Beauvois
- La présentatrice TV : Soraya Archimbaud
- Pr Rampal : Emmanuel Gasne
- Le DAF de Formitex : Jean-Charles Garcia
- Le DRH de Formitex : Keven Akyurek
- Le barman : Xander Michalak
- L'homme du parking : Franck Segarra

### Coralie
- Philippe : David Decarme
- Moreau : Kevin Souterre
- Le commissaire Valens : Georges d'Audignon

### Le Dernier Roman
- Léo : Pierre Sinie
- Richard Colin : Daniel Counillet
- Nathalie : Alix Schmidt
- Julia : Cindy Minet
- Le barman : Xander Michalak

### The Danger Zone
- Frank Martin : Yann Prolhac
- Delphine Simon : Sandrine Laurent
- Sandra Mullatier : Anaïs Frapsauce
- Maurice : Jean Aman
- Le ministre de la Défense : Jean-Luc Olivier
- Le garde du corps : Arthur Chevtchouk
- L'illuminé : Vincent Chalnot
- Le patron du bar : Pierre Chalmey
- Roger : Kevin Bevelacqua
- Client du bar : Antoine Rossi
- Le caméraman : Vincent Chalnot
- Charline : Charline Bataillard
- Carl : Carl Schoepperlé

### Annonce présidentielle
- Le Président : Jean-Luc Guizonne
- La Première Dame : Farida Ikène